# Marcos da Silva França
Marcos da Silva França (Salvador (Bahia), 10 september 1989) is een Braziliaans voetballer die als aanvaller speelt onder de naam Keno.  

## Loopbaan
Keno begon bij América (SE) en brak door bij Botafogo (BA) en Águia de Marabá. In 2014 kwam hij bij São José (RS) waarvoor hij nooit zou spelen en dat hem vijf keer verhuurde. Hij speelde onder meer op huurbasis in Mexico voor Atlas en zijn twee periodes bij Santa Cruz waren het meest succesvol. In 2017 werd Keno gecontracteerd door Palmeiras waar hij 9 doelpunten in 40 wedstrijden maakte. In juni 2018 werd hij door Pyramids FC uit Egypte vastgelegd dat tegelijk zijn landgenoot Ribamar contracteerde. De overgang van Keno werd met 8,6 miljoen euro de duurste transfer in het Egyptische voetbal. Ook de overgang van Ribamar (4 miljoen) zat ruim boven het oude record van Junior Ajayi naar Al-Ahli in 2016. In juli 2019 werd hij voor een seizoen verhuurd aan Al-Jazira Club uit de Verenigde Arabische Emiraten. In 2020 keerde hij terug naar Brazilië bij Atlético Mineiro. 

## Erelijst
Met Santa Cruz
Copa do Nordeste: 2016
Campeonato Pernambucano: 2016